# Special Olympics Elfenbeinküste

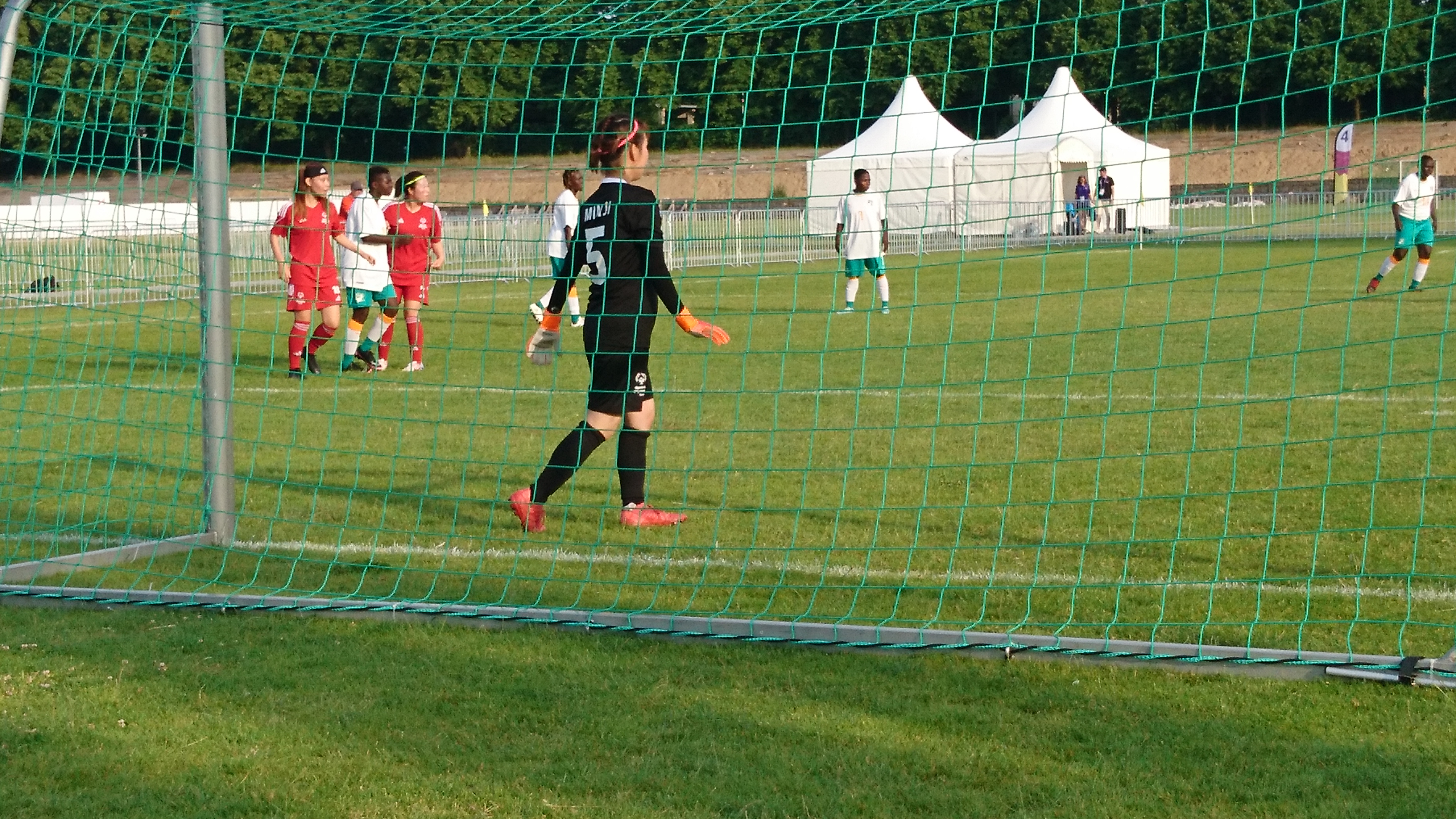
Fußballspiel der Damen, Special Olympics World Summer Games 2023, Korea und Elfenbeinküste

Special Olympics Elfenbeinküste (englisch: Special Olympics Côte d’Ivoire) ist der ivorische Verband von Special Olympics International, der weltweit größten Sportbewegung für Menschen mit geistiger Beeinträchtigung und Mehrfachbeeinträchtigung. Ziel ist die sportliche Förderung dieser Personengruppe und die Sensibilisierung der Gesellschaft für sie. Außerdem betreut der Verband die ivorischen Athletinnen und Athleten bei den Special Olympics Wettbewerben.

## Geschichte
Special Olympics Elfenbeinküste wurde 1991 mit Sitz in Abidjan gegründet und 1992 von Special Olympics akkreditiert.

## Aktivitäten
2016 waren 11.032 Athletinnen, Athleten und Unified Partner sowie 1.073 Trainer bei Special Olympics Elfenbeinküste registriert.
Der Verband nahm 2021 an den Programmen Athlete Leadership, Healthy Athletes, Young Athletes, Family Health Forum und Youth Activation teil, die von Special Olympics International ins Leben gerufen worden waren.

### Sportarten
Folgende Sportarten wurden 2021 vom Verband angeboten: 
- Basketball (Special Olympics)
- Boccia (Special Olympics)
- Fußball (Special Olympics)
- Golf (Special Olympics)
- Handball (Special Olympics)
- Judo
- Kraftdreikampf (Special Olympics)
- Leichtathletik (Special Olympics)
- Schwimmen (Special Olympics)
- Tennis (Special Olympics)
- Tischtennis (Special Olympics)

### Teilnahme an Weltspielen vor 2020 (Auswahl)
(Quellen:)
- 2011 Special Olympics World Summer Games, Athen (51 Athletinnen und Athleten)
- 2015 Special Olympics World Summer Games, Los Angeles, USA (65  Athletinnen und Athleten)
- 2019 Special Olympics, World Summer Games, Abu Dhabi (94 Athletinnen und Athleten)[3]

### Teilnahme an den Special Olympics World Summer Games 2023 in Berlin
Special Olympics Elfenbeinküste beteiligte sich an den Special Olympics World Summer Games 2023. Die Delegation wurde vor den Spielen im Rahmen des Host Town Program von Gießen betreut und bestand aus 120 Personen. Das Team gewann bei diesen Weltspielen neun Gold-, fünf Silber- und vier Bronzemedaillen.